# Colonelul Sanders
Colonelul Harland David Sanders (n. 9 septembrie 1890, Henryville⁠(d), Comitatul Clark, Indiana, Indiana, SUA – d. 16 decembrie 1980, Kentucky, SUA) a fost un om de afaceri american, cunoscut mai ales pentru înființarea lanțului de restaurante Kentucky Fried Chicken (cunoscut și ca KFC) și ca simbol. Numele și imaginea lui sunt încă simboluri ale companiei. Titlul "colonel" a fost onorat  -  un colonel din Kentucky - nu rangul militar.
Sanders a deținut o serie de locuri de muncă în viața timpurie a acestuia, cum ar fi la un depozit de mașini cu aburi,  agent de vânzări de asigurări și operator de stații de distribuție. A început să vândă pui prăjit la restaurantul său din North Corbin, Kentucky, în timpul Marii Depresiuni. În acest timp, Sanders și-a dezvoltat "rețeta secretă" și metoda sa brevetată de gătit pui într-un prăjitor sub presiune. Sanders a recunoscut potențialul conceptului de franciză a restaurantului, iar prima franciză KFC a fost deschisă în South Salt Lake, Utah, în 1952. Când s-a închis restaurantul său original, el s-a dedicat în întregime francizării puiului său prăjit în întreaga țară.
Expansiunea rapidă a companiei în Statele Unite și în străinătate a devenit copleșitoare pentru Sanders. În 1964, la vârsta de 73 de ani, a vândut compania unui grup de investitori condus de John Y. Brown Jr. și Jack C. Massey pentru 2 milioane de dolari (16,2 milioane de dolari astăzi). Cu toate acestea, el a păstrat controlul asupra operațiunilor din Canada și a devenit ambasador salariat  al mărcii Kentucky Fried Chicken. În ultimii săi ani, a devenit extrem de critic față de mâncarea servită de restaurantele KFC, deoarece credea că au fost reduse costurile și calitatea s-a deteriorat. 
Colonelul Harland Sanders s-a născut pe 9 septembrie 1890. Tatăl Colonelului Sanders a murit când acesta avea 6 ani, mama sa a fost nevoită să lucreze, iar tânărul Harland trebuia să aibă grijă de fratele și sora sa mai mici. Acest lucru l-a determinat să se ocupe și de bucătărie. La vârsta de șapte ani era un adevărat maestru în pregătirea unor mâncăruri tradiționale. Când Harland avea 12 ani mama sa s-a recăsătorit, iar el a plecat de acasă și a început să lucreze la o fermă în Greenwood. În următorii ani a avut mai multe slujbe temporare: conductor de tramvai, soldat în Cuba timp de 6 luni, pompier pe calea ferată, a studiat dreptul prin corespondență și a practicat o perioadă, a vândut asigurări, a lucrat pe un vapor, navigând pe râul Ohio, iar la 40 de ani a început să gătească pentru călătorii înfometați care se opreau la benzinăria sa în Corbin, Kentucky. La acea vreme nu avea restaurant, dar îi servea pe călători la masa din locuința sa. Cu timpul au început să vină tot mai mulți oameni numai pentru mâncare; astfel a fost nevoit să se mute vis-a-vis, într-un motel care avea și restaurant. Timp de 9 ani el și-a perfecționat rețeta alcătuită din 11 ierburi și mirodenii și tehnica de preparare, care este folosită și astăzi. Faima lui Sanders a crescut. Guvernatorul Ruby Laffoon i-a acordat titlul onorific de Colonel al statului Kentucky în anul 1935, în semn de recunoaștere a contribuției sale la dezvoltarea bucătăriei regionale. La începutul anului 1950, o nouă șosea interstatală era planificată să treacă prin Corbin. Colonelul și-a scos la licitație afacerea și a fost nevoit să supraviețuiască un timp cu un ajutor social de 105 $ pe lună. Încrezător în calitatea puiului pregătit după rețeta sa, Colonelul s-a dedicat concesionării afacerii sale. A străbătut țara, a mers din restaurant în restaurant, a gătit puiul după rețeta sa pentru proprietarii restaurantelor și angajații acestora. Dacă reacția era favorabilă, stabilea printr-o strângere de mână o înțelegere verbală cu proprietarul restaurantului, înțelegere prin care acesta se angaja să îi dea Colonelului câte 5 cenți pentru fiecare bucată de pui vândută în restaurant după rețeta sa. În anul 1964, în peste 600 de restaurante situate atât în SUA cât și în Canada, se vindea pui pregătit după rețeta Colonelului. În același an, el și-a cedat drepturile de pregătire a puiului unui grup de investitori care îl includea și pe John Y. Brown Junior, cel care mai târziu a fost guvernator al statului Kentucky, din 1980 până în 1984. Colonelul Sanders a rămas purtătorul de cuvânt al companiei. În anul 1976, în urma unui sondaj, Colonelul Sanders ocupa locul 2 în rândul personalităților cele mai populare în SUA. Administrată de noii proprietari, societatea pe acțiuni Kentucky Fried Chicken s-a dezvoltat rapid; în ianuarie 1969 a fost listată la bursa din New York. Peste 3500 de restaurante din întreaga lume au început să opereze sub licență în momentul în care Heublein Inc. a achiziționat KFC Corporation pentru 285 milioane de dolari. KFC a devenit filială a R.J. Reynolds Industries când Heublein a fost achiziționată de aceasta în 1982. În 1986, KFC a fost achiziționată de către PepsiCo Inc. pentru 840 milioane dolari. În prezent, împreună cu alte patru mărci de lanțuri de restaurante, formează compania Yum!Brands International, cea mai mare companie de restaurante din lume ca număr de unități. Colonelul Sanders a murit în anul 1980 la vârsta de 90 de ani. În ultimii ani el străbătuse 250.000 mile pe an vizitând restaurantele KFC din întreaga lume.